# Мельтінген
Мельтінген (нім. Meltingen) — громада  в Швейцарії в кантоні Золотурн, округ Тірштайн.

## Географія
Громада розташована на відстані близько 55 км на північ від Берна, 21 км на північ від Золотурна.
Мельтінген має площу 5,8 км², з яких на 5,7% дозволяється будівництво (житлове та будівництво доріг), 40,3% використовуються в сільськогосподарських цілях, 54% зайнято лісами, 0% не є продуктивними (річки, льодовики або гори).

## Демографія
2019 року в громаді мешкало 668 осіб (+5,5% порівняно з 2010 роком), іноземців було 8,5%. Густота населення становила 116 осіб/км².
За віковим діапазоном населення розподілялося таким чином: 19,9% — особи молодші 20 років, 61,1% — особи у віці 20—64 років, 19% — особи у віці 65 років та старші. Було 276 помешкань (у середньому 2,4 особи в помешканні).
Із загальної кількості 132 працюючих 27 було зайнятих в первинному секторі, 16 — в обробній промисловості, 89 — в галузі послуг.